# 上海电影制片厂

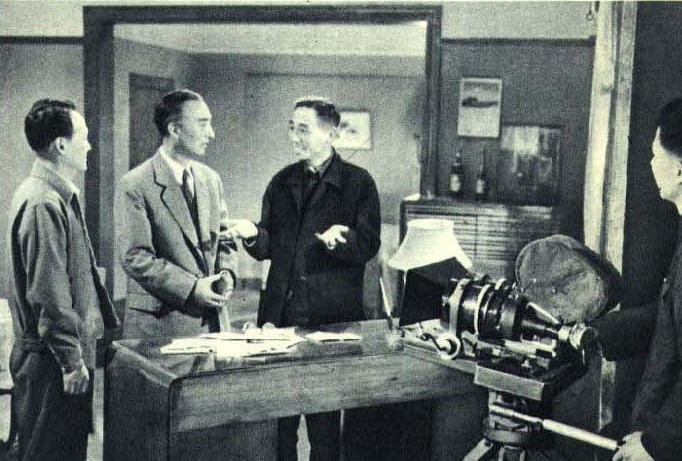
1962年上海天马电影制片厂拍摄《魔术家的奇遇》

上海电影制片厂位于上海，是中华人民共和国一家电影制片厂。

## 组织沿革
上海解放以后，上海市军事管制委员会文化教育管理委员会接管了原“中影”公司及所属一厂、二厂、中国电影制片厂摄影场和上海实验电影工场等机构，组建为国营电影制片机构——上海电影制片厂。1949年11月16日，上海电影制片厂成立，隸屬中央电影局，于伶任厂长，钟敬之任副厂长。1950年7月，拍摄完成第一部影片《农家乐》。
1950年8月20日，上海首家公私合营的电影公司“长江影业公司”成立。1951年9月，与昆仑公司合并成立了长江昆仑联合电影制片厂（“长昆”厂）。1953年2月，“长昆”厂联合文华影业公司、国泰影业公司、大同电影企业公司、大中华影业公司、大光明影业公司和华光影业公司等7家私营企业组建国营上海联合电影制片厂，1953年2月，并入上海电影制片厂，厂址设在漕溪北路原“联华”摄影棚。
1957年4月1日，上海电影制片公司正式成立，原上海电影制片厂的制片部分实行分厂管理，下设3个故事片分厂，分别为江南电影制片厂、海燕电影制片厂和天马电影制片厂。原属上海电影制片厂的上海美术片组、译制片组和洗印部门，分别改组扩建为上海美术电影制片厂、上海电影译制厂和上海电影技术供应厂。
1958年年底，江南电影制片厂因被抽调支援各地电影厂建设被撤销编制。1961年4月，海燕电影制片厂和天马电影制片厂旗下演员团队进行合并，组成上影厂演员剧团。文化大革命期间，两厂处于停产状态。1973年，重新合并为上海电影制片厂。
1985年，上海电影制片公司经过合并改组为上海电影总公司，但厂名依然叫作上海电影制片厂。
1996年7月11日，以上海电影制片厂为母体，组建成立上海电影电视（集团）公司。
1996年至1998年，由上海电影制片厂、上影大顺影视制作有限公司出品的电视剧 《三毛流浪记》（22集）及《三毛流浪记续集》（24集）在中国大陆各电视台及东南亚地区播出，广受好评。
2001年8月，再次以上海电影制片厂为母体，集合上海美术电影制片厂、上海电影译制厂、上海电影技术厂、上海电影发展总公司、上海东方影视发行公司、上海新光影艺苑及上海银星皇冠酒店等，组建成立上海电影（集团）公司，总资产近人民币21亿元。上海电影（集团）公司2014年以前为上海文化广播影视集团九个组成单位之一。
大文广的事业单位建制被撤销后，旗下的上海电影（集团）公司独立运营。

## 代表作品
- 《南征北战》
- 《鸡毛信》
- 《渡江侦察记》
- 《女篮五号》
- 《庐山恋》
- 《林则徐》
- 《聂耳》
- 《红色娘子军》
- 《城南旧事》
- 《铁道游击队》
- 《开枪，为他送行》

## 历任厂长
- 于伶
- 徐桑楚
- 吴贻弓
- 于本正
- 朱永德

## 其他代表人物
- 谢晋
- 程之
- 陈述
- 仲星火
- 孙道临
- 金焰
- 秦怡
- 潘虹
- 陈冲
- 张瑜
- 龚雪